# Tony Hawk's Pro Skater 1 + 2
Tony Hawk's Pro Skater 1 + 2 est un jeu vidéo de skateboard développé par Vicarious Visions et édité par Activision, sorti sur Microsoft Windows, PlayStation 4 et Xbox One le 4 septembre 2020. Il s'agit d'un remake des deux premiers jeux de la franchise Tony Hawk. C'est le premier titre majeur de la série depuis Tony Hawk's Pro Skater 5 sorti en 2015.

## Développement
Le 12 mai 2020, Activision a annoncé Tony Hawk's Pro Skater 1 + 2 serait développé par Vicarious Visions, qui travaillait auparavant sur les ports de plusieurs jeux Tony Hawk.
Oneal a également confirmé que la plupart des musiques sous licence des deux premiers jeux reviendront. Trois pistes issues des deux jeux ne feront pas partie du remake en raison de problèmes de licence.
Le jeu sortira sur Nintendo Switch, PlayStation 5 et Xbox Series le 25 juin 2021.

## Contenu
Le jeu contient l'intégralité des niveaux des deux premiers opus de la série, de Warehouse à Roswell pour le premier jeu et de Hangar à Skater Heaven pour le deuxième (à noter que Skater Heaven est un niveau caché, de même pour Chopper Drop, exactement comme dans le jeu original. Uniquement les conditions requises pour débloquer ces deux niveaux ont été modifiés, demandant moins d'efforts pour y accéder).
Pour ce qui est de la bande son, le jeu reprend à l'identique celles des deux opus (à l'exception de 3 morceaux absents en raison d'un problème de droits). 9 morceaux issus du premier jeu, 13 morceaux issus du deuxième, 37 nouveaux morceaux pour ajouter une touche de fraicheur. Les morceaux qui n'ont pas pu figurer dans ce remake sont :
- Unsane - Commited (apparu dans THPS 1)
- BlackPlanetMusic (feat. Alleylife) - Out with the old (apparu dans THPS 2)
- The High and Mighty - B-Boy Document '99 (apparu dans THPS 2)
Les morceaux contenant un contenu mature ou des paroles crues ont été censurées afin de garder un ESRB T, équivalent au PEGI 12 en France.
Tous les skaters professionnels apparus dans les jeux originaux sont présents, accompagnés de nouveaux pros. Ces nouveaux venus sont au nombre de 4:
- Leo Baker
- Tyshawn Jones
- Aori Nishimura
- Shane O'Neil
En plus des skaters professionnels, le jeu inclut l'Officier Dick (un personnage caché déjà disponible dans le jeu original, Jack Black prête ici son apparence au personnage en guise de caméo), l'Alien de Roswell et dans l'édition Deluxe du jeu, on retrouve de manière exclusive à cette version le Ripper (mascotte de la marque Powell-Peralta). Contrairement à Tony Hawk's Pro Skater 2, Spider Man n'est plus présent en tant que personnage bonus (encore une fois à cause d'un problème de droits).
Le jeu contient un éditeur de skatepark, permettant de créer un niveau original mais aussi de « remixer » un park publié par quelqu'un d'autre. De nouvelles fonctionnalités, notamment une option proposant de créer des modules personnalisés (là où les jeux originaux ne pouvaient proposer uniquement des pièces déjà construites parmi un choix limité).
Il est possible de créer jusqu'à 4 skaters personnalisés en même temps (pour pouvoir créer un cinquième personnage, il faudra d'abord libérer un des quatre slots disponibles), les options en termes d'apparence physique ont été cependant réduites, il n'est pas possible de créer son visage, par exemple. En termes de vêtements et accessoires la sélection est riche, proposant un très grand choix parmi plusieurs marques mondialement connues. Chaque objet est mixte, même ceux qui semblent genrés au premier abord, permettant une liberté totale.
En plus des deux modes de jeu permettant de progresser dans Pro Skater 1 et 2, La section « Classé et Skate Libre » est mise à disposition. Cette section contient trois modes :
- Skate Libre : Exploration libre d'un niveau, sans objectif à réaliser, pas de limite de temps.
- Session Simple : Session de 2 minutes, effectuez votre meilleur score dans le temps imparti pour figurer haut dans le classement.
- Speedrun : Effectuez tous les objectifs d'un niveau le plus vite possible. Aucune limite de temps. Comme pour la Session Simple ce mode dispose d'un système de classement.

Le jeu possède plusieurs contenus additionnels, rajoutant uniquement du contenu esthétique (tenues pour les skaters professionnels, personnage bonus, vêtements, planches de skate…)

## Récompenses
Il gagne le prix du « Meilleur jeu de sport/course » au Game Awards de 2020.